# Ławeczka Isaaca Bashevisa Singera w Biłgoraju

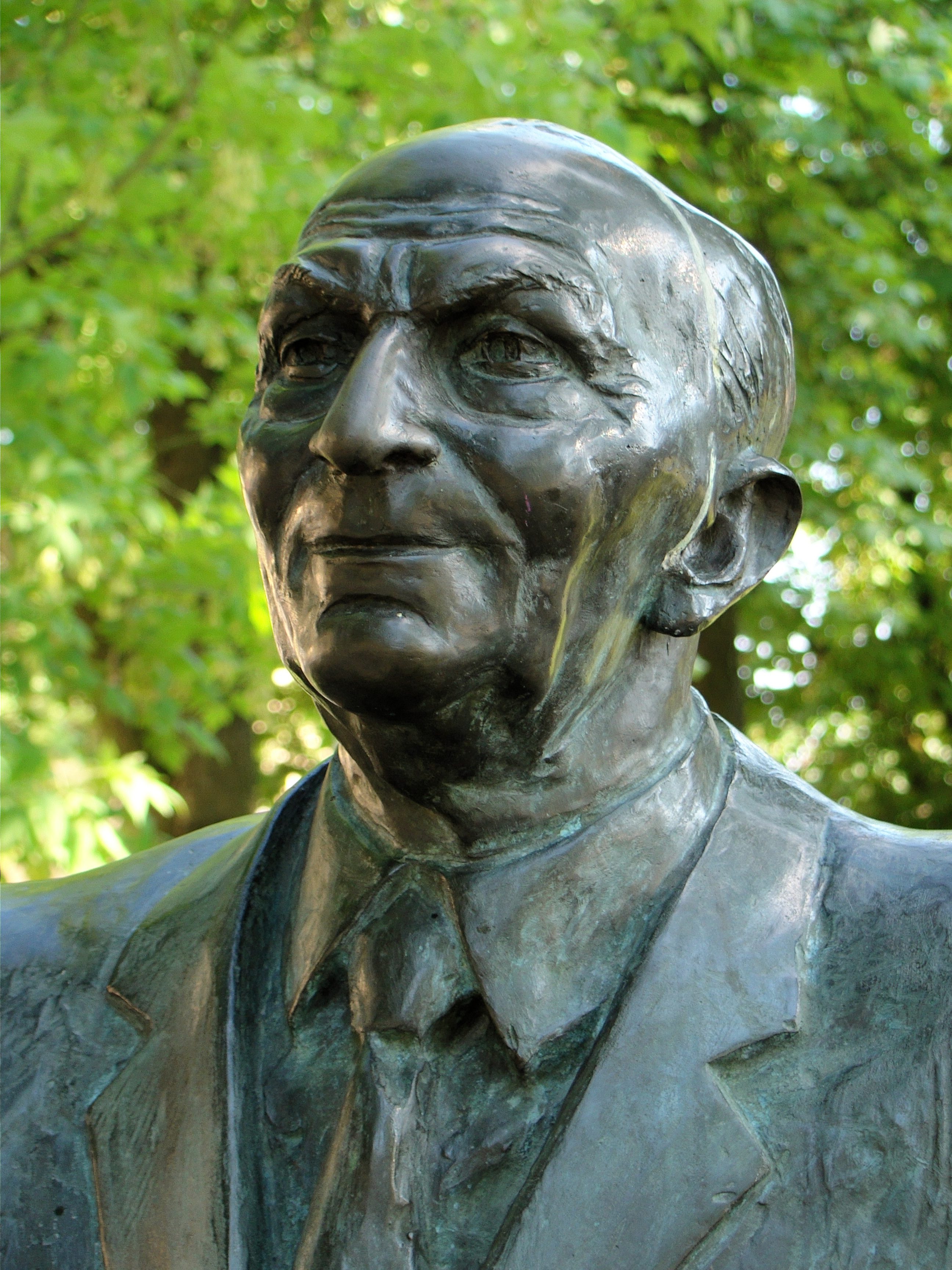
Podobizna Izaaka Baszewisa Singera autorstwa Karola Badyna

Ławeczka Isaaca Bashevisa Singera w Biłgoraju – pomnik odsłonięty 13 września 2009 podczas obchodzonych w tym mieście Dni Singera. Pomnik znajduje się w parku, w pobliżu kościoła pw. św. Jerzego.
Autorem pomnika jest rzeźbiarz krakowski Karol Badyna a inicjatorem Biłgorajskie Stowarzyszenie Kulturalne im. Izaaka Baszewisa Singera. Koszt realizacji został pokryty ze składek mieszkańców Biłgoraja oraz dotacji sponsorów.
Pomnik przedstawia postać pisarza siedzącego na sofie, na której oparciu widnieje napis poświęcony pisarzowi. Isaac Bashevis Singer mieszkał w Biłgoraju w latach od 1917 do 1921. Biłgoraj był rodzinnym miastem jego matki Baszewy, córki rabina biłgorajskiego. Na pamiątkę jego 4-letniego pobytu w Biłgoraju został mu wystawiony pomnik.